# Montezuma (Colorado)
Montezuma é uma cidade  localizada no estado americano de Colorado, no Condado de Summit.

## Demografia
Segundo o censo americano de 2000, a sua população era de 42 habitantes.
Em 2006, foi estimada uma população de 42, um aumento de 0 (0.0%).

## Geografia
De acordo com o United States Census Bureau tem uma área de
0,2 km², dos quais 0,2 km² cobertos por terra e 0,0 km² cobertos por água. Montezuma localiza-se a aproximadamente 3143 m acima do nível do mar.

## Localidades na vizinhança
O diagrama seguinte representa as localidades num raio de 24 km ao redor de Montezuma.